# 豌豆白粉菌
豌豆白粉菌（学名：Erysiphe pisi）是属于白粉菌目白粉菌科白粉菌属的一种真菌，寄生在豆科植物上。该种分布于全世界。